# 五星体育传媒有限公司
五星体育传媒有限公司（英語：Great Sports Media Co., Ltd.）是由上海文化广播影视集团有限公司完全控股的一家从事体育类电视节目制作、发行及有线频道运营的公司。 目前该公司拥有并运营五星体育频道、劲爆体育频道等两家体育专业类有线电视频道。 五星体育传媒有限公司拥有中国足球超级联赛、中国篮球联赛、国际田径钻石联赛上海站、上海ATP1000大师赛、斯诺克上海大师赛、上海国际马拉松赛、西班牙足球甲级联赛、澳大利亚网球公开赛、温布尔登网球锦标赛、一级方程式赛车、ONE冠军赛等赛事在中国大陆的转播权。